# Медаль материнства (Вологодская область)
Медаль «Медаль материнства» — государственная награда Вологодской области. Учреждена Законом Вологодской области от 6 декабря 2006 года № 1528-ОЗ «Об учреждении государственной награды Вологодской области — медали „Медаль материнства“».

## Статут медали
Медалью «Медаль материнства» награждаются женщины, родившие и воспитавшие пять и более детей, имеющие место жительства на территории Вологодской области, в том числе женщины, имевшие право, но не получившие государственные награды за материнство, учрежденные Указом Президиума Верховного Совета СССР от 8 июля 1944 года "Об увеличении государственной помощи беременным женщинам, многодетным и одиноким матерям, усилении охраны материнства и детства, об установлении высшей степени отличия — звания «Мать-героиня» и учреждении ордена «Материнская слава» и медали «Медаль материнства».
Медалью «Медаль материнства» не награждаются женщины:
- лишенные родительских прав в отношении хотя бы одного ребёнка;
- ограниченные в родительских правах в отношении хотя бы одного ребёнка;
- состоящие на учёте в наркологическом диспансере в связи с лечением от алкоголизма, наркомании, токсикомании;
- состоящие на профилактическом учёте в подразделении по делам несовершеннолетних органов внутренних дел Российской Федерации.

Награждение медалью «Медаль материнства» производится на основании правового акта Губернатора области.
Вручение медали «Медаль материнства» производится в торжественной обстановке Губернатором области и (или) председателем Законодательного Собрания области. Губернатор области может поручить вручение медали «Медаль материнства» иным лицам.
Медаль «Медаль материнства» имеет три степени: I, II и III степени. Высшей степенью медали является I степень.
Медалью «Медаль материнства» соответствующей степени награждаются:
- женщины, родившие и воспитавшие пять или шесть детей, — медалью III степени;
- женщины, родившие и воспитавшие семь, восемь или девять детей, — медалью II степени;
- женщины, родившие и воспитавшие десять и более детей, — медалью I степени.

Награждение медалью «Медаль материнства» соответствующей степени производится при достижении последним ребёнком возраста трех лет.
Женщинам, награждённым медалью «Медаль материнства» выплачивается единовременное вознаграждение. Порядок начисления и выплаты единовременного вознаграждения определяется правительством области. В 2014 году при награждении медалью первой степени выплачивалось единовременное вознаграждение размером 20 000 рублей, второй — 15 000 рублей, третьей — 10 000 рублей.
При награждении учитываются также дети:
- усыновлённые в порядке, установленном действующим законодательством;
- умершие, погибшие, признанные в порядке, установленном действующим законодательством, пропавшими без вести, безвестно отсутствующими или объявленные умершими — в возрасте старше 8 лет.

Медаль «Медаль материнства» носится на левой стороне груди и при наличии у награждённой других орденов и медалей размещается рядом с ними или ниже их.
Медаль «Медаль материнства», в случае смерти награждённой, вместе с удостоверением к медали остается в её семье для хранения как память.

## Описание медали

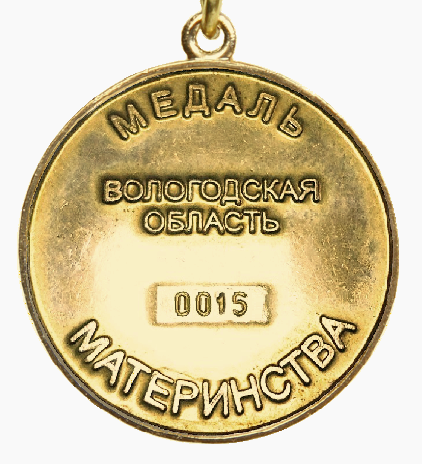
Реверс медали «Медаль материнства»

Медаль «Медаль материнства» имеет форму круга диаметром 32 мм с выпуклым бортиком с обеих сторон.
На лицевой стороне медали — рельефное поясное изображение матери с ребёнком на руках.
На оборотной стороне — по окружности рельефная надпись названия медали, в центральной части медали рельефная надпись — «Вологодская область», в нижней — номер медали.
Медаль при помощи ушка и кольца соединяется с четырёхугольной колодкой высотой 18 мм, шириной 27 мм, обтянутой шелковой муаровой лентой белого цвета с красной полоской вдоль правого края шириной 5,5 мм. На оборотной стороне колодки — булавка для крепления к одежде.
- Медаль первой степени выполнена из серебра с позолотой.
- Медаль второй степени выполнена из серебра.
- Медаль третьей степени выполнена из латуни.

Медаль упакована в бархатный футляр синего цвета.

## Статистика награждений
Первыми награждёнными женщинами, которым была вручена медаль высшей I степени, стали: жительница Вологды Галина Кулькова, Татьяна Нефедовская из Верховажского района и Валентина Лобазова из Нюксенского района. Каждая из этих многодетных матерей воспитала по десять детей. Награждение состоялось на проходившем 7 марта 2007 года в Вологде съезде матерей Вологодской области.
Всего в Вологодской области за период 2007—2012 годы медалью «Медаль материнства» награждено 1852 женщины, родившие и воспитавшие 5 и более детей, в том числе:
- медалью «Медаль материнства» I степени — 31 женщина;
- медалью «Медаль материнства» II степени — 228 женщин;
- медалью «Медаль материнства» III степени — 1593 женщины.

## Критика
По мнению доктора юридических наук П. А. Кабанова, учреждение «Медали материнства» законодательным собранием Вологодской области противоречит уставу этой области, согласно которому учреждение высших региональных наград (государственных наград области, почётных званий области, государственных премий области) является исключительным полномочием высшего должностного лица и органов исполнительной власти области